# گمینا لیشکی
گمینا لیشکی (به لهستانی:  Gmina Liszki) یک گمینا در لهستان است که در شهرستان کراکوف واقع شده‌است. گمینا لیشکی ۷۲٫۰۳ کیلومتر مربع مساحت و ۱۵٬۶۳۶ نفر جمعیت دارد.